# 伊利尼齊亞河
伊利尼齊亞河（烏克蘭語：Ільниця），是烏克蘭的河流，位於該國西部，屬於斯維恰河的左支流，流經伊萬諾-弗蘭科夫斯克州，河道全長10公里，流域面積37.6平方公里。